# Strumigenys chernovi
Strumigenys chernovi  (лат.) — вид мелких муравьёв трибы Attini (ранее в Dacetini, подсемейство Myrmicinae).

## Распространение
Океания, эндемик острова Фиджи.

## Описание
Мелкие мирмициновые муравьи (около 2 мм) с треугольной головой и длинными вытянутыми мандибулами. Основная окраска коричневая (усики и лапки светле). Глаза расположены по нижнему краю усиковых бороздок. Усики 6-члениковые, булава состоит из 2 сегментов. Скапус усиков короткий. Заднегрудка с проподеальными шипиками.
Стебелёк между грудкой и брюшком состоит из двух члеников: петиолюса и постпетиолюса (последний четко отделен от брюшка), жало развито, куколки голые (без кокона).

## Систематика
Вид был впервые описан в 1993 году российским мирмекологом Геннадием Михайловичем Длусским (МГУ, Москва) и назван в честь крупного советского эколога академика Юрия Ивановича Чернова (ИЭМЭЖ АН СССР, Москва), собравшего типовую серию. Вид Strumigenys chernovi включён в комплекс smythiesii-complex, который также содержит фиджийские виды S. ekasura, S. jepsoni, S. panaulax, и S. scelesta. Все представители этого видового комплекса отличаются укороченным основным члеником усика (индекс скапуса равен SI = 68-83).